# Херман Шерхен
Херман Шерхен (Берлин, 21. јун 1891 — Фиренца, 12. јун 1966) био је немачки диригент.

## Биографија
Рођен је 21. јуна 1891. у Берлину. Првобитно као виолист, свирао је међу виолама берлинског оркестра   још у тинејџерском узрасту. Дириговао је у Риги од 1914. до 1916. и у Кенигсбергу од 1928. до 1933. године, након чега је напустио Немачку у знак протеста због нацистичког режима и радио је у Швајцарској. Заједно са филантропом Вернером Рајнхартом, дуги низ година имао је водећу улогу у обликовању музичког живота Винтертура, са бројним премијерним изведбама, са нагласком на савременој музици. Од 1922. до 1950. био је главни диригент градског оркестра Винтертур (данас познат као  ).
Дебитовао је са Арнолдом Шенбергом Pierrot Lunaire, био је међу најуспешнијим композиторима 20. века, као што су Рихард Штраус, Антон Веберн, Албан Берг и Едгар Варез, и активно је промовисао рад млађих савремених композитора, укључујући Јаниса Ксенакиса, Луиђија Нона и Леона Шидловскија.
Био је учитељ Карела Анчерла, Еђиста Макија, Марка Беланжа, Франсоа Бернија, Фрида Белинфанта и Карла Амадеуса Хартмана, и допринео је либрету Хартманове опере Simplicius Simplicissimus. Такође је премијерно извео Хартманово рано дело Miserae. Диригент Франсис Травис био је његов ученик, а затим асистент, пет година.
Најпознатији је по свом оркестралном аранжману и снимању Бахове The Art of Fugue. Његов Lehrbuch des Dirigierens из 1953. је стандардни уџбеник. Његов снимљени репертоар био је изузетно широк, од Антонија Вивалдија до Рајнхолда Глијера.
Попут Василија Сафонова и Леополда Стоковског (касније у животу), Шерхен је често избегавао употребу диригентске палице. Ова његова техника је понекад стварала проблеме осталима. Према Фрицу Шпиглу, Шерхен је углавном радио путем усмених упутстава, а његове партитуре биле су препуне подсећања на оно што је требало да каже у сваком критичном делу музике.
Међутим, Шерхен се није заувек одрекао диригентске палице. Филм пробе његовог издања Бахове The Art of Fugue са камерним оркестром CBC у Торонту приказује га како користи све време диригентску палицу врло успешно.
Његова прва супруга је била Огист Мари Јансен, са којом се венчао 17. јуна 1921. После кратког брака са глумицом Гердом Мулером 1927—1929, поново је био са Огист Мари Јансен. Године 1936. оженио се кинеском композиторком Сјао Шусјан у Пекингу. Ћерку, Тону Шерхен, добили су 1938. године, која се такође прославила као композитор. Последња од његових пет супруга била је румунска учитељица математике Пија Андронеску, са којом је имао петоро деце: Мирјам, Давида, Естер, Нејтана и Александру.
Преминуо је у Фиренци 12. јуна 1966, надживевши неколико све деце.

## Снимци
Снимио је широк спектар репертоара, од барока до модерне. Његови снимци Густава Малера настали пре него што је он постао део стандардног репертоара, што му је и помогло да се прослави. Снимци Јохана Себастијана Баха и Герга Фридриха Хендла су му помогли да се прослави у пракси извођача. Међу значајним снимцима музике су композитори Јозеф Хајдн, Лудвиг ван Бетовен, Ектор Берлиоз, Петар Чајковски, Рајнхолд Глијер, Бела Барток, Арнолд Шенберг и многи други.
Године 1959. је снимио Георг Фридрих Хендлову месију са сопраном Пјеретом Аларијем, контраалтом Наном Мериманом, тенором Леополдом Симоном и басом Ричардом Станденом.
Године 1960. снимио је дела Макса Регера са алтом Маргаретом Бенце, укључујући Eine Lustspielouvertüre, Serenade for orchestra, Romantic Suite for orchestra, An die Hoffnung, Variations and Fugue on a Theme of Beethoven и Variations and Fugue on a Theme by Mozart.
Године 1996. објавио је једини комерцијални снимак Ђана Франческа Малипјера са комплетном L'Orfeide. Био је то пренос уживо представе 7. јуна 1966. у театру дела Пергола у Фиренци, коју је Шерхен извео само пет дана пре смрти. У глумачкој поставци били су Магда Оливеро и Ренато Капеки.